# Hlinka Gretzky Cup 2022
31. ročník a od roku 2004 17. ročník Memoriálu Ivana Hlinky 2022 (dříve také známý jako Světový pohár juniorů do 18 let) se konal od 31. července do 7. srpna 2022 v kanadském městě Red Deer.

## Stadiony
| Red Deer             |
| Peavey Mart Centrium |

## Základní skupiny
| Legenda                        |
| ------------------------------ |
| Týmy postupující do semifinále |
| Zápas o 5. místo               |
| Zápas o 7. místo               |

### Skupina A

#### Tabulka
| Tým          | Z | V | VP | PP | P | GV | GI | +/- | B |
| ------------ | - | - | -- | -- | - | -- | -- | --- | - |
| 1. Kanada    | 3 | 3 | 0  | 0  | 0 | 26 | 1  | +25 | 9 |
| 2. Švédsko   | 3 | 2 | 0  | 0  | 1 | 13 | 7  | +6  | 6 |
| 3. Slovensko | 3 | 0 | 1  | 0  | 2 | 5  | 15 | -10 | 2 |
| 4. Švýcarsko | 3 | 0 | 0  | 1  | 2 | 5  | 26 | -21 | 1 |

#### Zápasy
| 1. srpna 2022 3:00 | Kanada | 14:0 (8:0, 4:0, 2:0) | Švýcarsko | Peavey Mart Centrium, Red Deer |  |

| Report | |                                                              |                         |  |
| Scott Ratzlaff | Scott Ratzlaff | Brankáři                                                     | Diego Simeoni Ewan Huet |  |
| 2:02' Colby Barlow (Tanner Molendyk, Scott Ratzlaff) 7:29' Carson Rehkopf (Calum Ritchie, Cameron Allen) 8:53' Colby Barlow (Denver Barkey) 9:58' Ethan Gauthier (Zachary Benson) 10:43' Brayden Yager (Carson Rehkopf, Calum Ritchie) 11:11' Ethan Gauthier (Riley Heidt, Zachary Benson) 16:44' Matthew Wood (Cameron Allen, Brayden Yager) 17:50' Andrew Cristall (Matthew Wood, Jordan Tourigny) 21:42' Kalan Lind (Calum Ritchie, Jordan Tourigny) 24:12' Denver Barkey (Cameron Allen, Colby Barlow) 37:52' Ethan Gauthier (Caden Price) 38:24' Caden Price (Tanner Howe, Cameron Allen) 50:22' Calum Ritchie (Matthew Wood) 59:51' Riley Heidt (Andrew Cristall) | 2:02' Colby Barlow (Tanner Molendyk, Scott Ratzlaff) 7:29' Carson Rehkopf (Calum Ritchie, Cameron Allen) 8:53' Colby Barlow (Denver Barkey) 9:58' Ethan Gauthier (Zachary Benson) 10:43' Brayden Yager (Carson Rehkopf, Calum Ritchie) 11:11' Ethan Gauthier (Riley Heidt, Zachary Benson) 16:44' Matthew Wood (Cameron Allen, Brayden Yager) 17:50' Andrew Cristall (Matthew Wood, Jordan Tourigny) 21:42' Kalan Lind (Calum Ritchie, Jordan Tourigny) 24:12' Denver Barkey (Cameron Allen, Colby Barlow) 37:52' Ethan Gauthier (Caden Price) 38:24' Caden Price (Tanner Howe, Cameron Allen) 50:22' Calum Ritchie (Matthew Wood) 59:51' Riley Heidt (Andrew Cristall) | 1:0 2:0 3:0 4:0 5:0 6:0 7:0 8:0 9:0 10:0 11:0 12:0 13:0 14:0 |                         |  |
| 12 min | 12 min | Tresty                                                       | 8 min                   |  |
| 52 | 52 | Střely                                                       | 17                      |  |

| 1. srpna 2022 19:00 | Švédsko | 4:1 (0:0, 1:0, 3:1) | Slovensko | Peavey Mart Centrium, Red Deer |  |

| Report | |                     |                                      |  |
| Noah Erliden | Noah Erliden | Brankáři            | Samuel Urban                         |  |
| 38:35' Zeb Forsfjäll (Otto Stenberg, Noah Erliden) 46:03' Otto Stenberg (Lukas Sagranden, Zeb Forsfjäll) 53:56' David Edstrom (Noah Dower Nilsson, Axel Landén) 58:47' Otto Stenberg (David Edstrom) | 38:35' Zeb Forsfjäll (Otto Stenberg, Noah Erliden) 46:03' Otto Stenberg (Lukas Sagranden, Zeb Forsfjäll) 53:56' David Edstrom (Noah Dower Nilsson, Axel Landén) 58:47' Otto Stenberg (David Edstrom) | 1:0 1:1 2:1 3:1 4:1 | 45:44' Samuel Barčík (Ondrej Molnár) |  |
| 14 min | 14 min | Tresty              | 10 min                               |  |
| 39 | 39 | Střely              | 33                                   |  |

| 2. srpna 2022 19:00 | Švýcarsko | 3:9 (1:3, 1:3, 1:3) | Švédsko | Peavey Mart Centrium, Red Deer |  |

| Report | |                                                 | |  |
| Diego Simeoni | Diego Simeoni | Brankáři                                        | Noah Erliden |  |
| 10:06' Simon Meier (Tim Horák, Gioele Pedrazzini) 29:20' Léo Braillard (Gioele Pedrazzini, Simon Meier) 43:52' Léo Braillard (Simon Meier, Colin Sean Lindemann) | 10:06' Simon Meier (Tim Horák, Gioele Pedrazzini) 29:20' Léo Braillard (Gioele Pedrazzini, Simon Meier) 43:52' Léo Braillard (Simon Meier, Colin Sean Lindemann) | 0:1 0:2 0:3 1:3 1:4 2:4 2:5 2:6 3:6 3:7 3:8 3:9 | 1:46' Noel Nordh (Otto Stenberg, Theo Lindstein) 5:18' Lucas Kling (Hugo Pettersson, Arvid Bergström) 8:45' Noel Nordh (Tom Willander, Theo Lindstein) 28:51' Otto Stenberg (Theo Lindstein, Zeb Forsfjäll) 35:51' Lukas Sagranden (Zeb Forsfjäll, Otto Stenberg) 36:57' Wille Johansson (Felix Nilsson, Lukas Sagranden) 50:58' Gustaf Kangas (Lucas Kling, Noah Dower Nilsson) 52:45' Theo Lindstein (Noah Dower Nilsson, Otto Stenberg) 59:05' Hugo Pettersson (Theo Lindstein, Lukas Sagranden) |  |
| 8 min | 8 min | Tresty                                          | 4 min |  |
| 19 | 19 | Střely                                          | 40 |  |

| 3. srpna 2022 3:00 | Slovensko | 1:9 (0:2, 0:4, 1:3) | Kanada | Peavey Mart Centrium, Red Deer |  |

| Report                             |                                    |                                         | |  |
| Samuel Urban Damian Slávik         | Samuel Urban Damian Slávik         | Brankáři                                | Carson Bjarnason |  |
| 56:21' Peter Cisar (bez asistence) | 56:21' Peter Cisar (bez asistence) | 0:1 0:2 0:3 0:4 0:5 0:6 0:7 0:8 0:9 1:9 | 5:15' Brayden Yager (Tanner Molendyk, Calum Ritchie) 15:59' Zachary Benson (Caden Price, Brayden Yager) 27:40' Brayden Yager (Caden Price, Zachary Benson) 29:14' Tanner Howe (Carson Rehkopf, Andrew Cristall) 33:18' Riley Heidt (Colby Barlow, Carson Rehkopf) 39:24' Cameron Allen (Andrew Cristall, Matthew Wood) 44:09' Riley Heidt (Denver Barkey) 44:40' Ethan Gauthier (Zachary Benson, Tanner Molendyk) 49:21' Tanner Molendyk (Brayden Yager, Calum Ritchie) |  |
| 16 min                             | 16 min                             | Tresty                                  | 16 min |  |
| 20                                 | 20                                 | Střely                                  | 65 |  |

| 3. srpna 2022 23:00 | Slovensko | 3:2 PP (1:1, 1:1, 0:0 - 1:0) | Švýcarsko | Peavey Mart Centrium, Red Deer |  |

| Report | |                     |                                                                                       |  |
| Samuel Urban | Samuel Urban | Brankáři            | Ewan Huet                                                                             |  |
| 11:30' Daniel Alexander Jenčko (Leo Eperješi, Ondrej Molnár) 34:27' Adam Cedzo (Jakub Chromiak, Ondrej Molnár) 61:53' Adam Cedzo (František Dej) | 11:30' Daniel Alexander Jenčko (Leo Eperješi, Ondrej Molnár) 34:27' Adam Cedzo (Jakub Chromiak, Ondrej Molnár) 61:53' Adam Cedzo (František Dej) | 1:0 1:1 1:2 2:2 3:2 | 15:15' Kevin Zürcher (bez asistence) 33:12' Rafael Meier (Léo Braillard, Simon Meier) |  |
| 14 min | 14 min | Tresty              | 10 min                                                                                |  |
| 31 | 31 | Střely              | 34                                                                                    |  |

| 4. srpna 2022 3:00 | Kanada | 3:0 (1:0, 2:0, 0:0) | Švédsko | Peavey Mart Centrium, Red Deer |  |

| Report | |             |             |  |
| Scott Ratzlaff | Scott Ratzlaff | Brankáři    | Eric Olsson |  |
| 3:29' Calum Ritchie (Mathieu Cataford, Dylan MacKinnon) 30:55' Zachary Benson (Ethan Gauthier, Brayden Yager) 37:05' Brayden Yager (Calum Ritchie, Andrew Cristall) | 3:29' Calum Ritchie (Mathieu Cataford, Dylan MacKinnon) 30:55' Zachary Benson (Ethan Gauthier, Brayden Yager) 37:05' Brayden Yager (Calum Ritchie, Andrew Cristall) | 1:0 2:0 3:0 |             |  |
| 8 min | 8 min | Tresty      | 2 min       |  |
| 43 | 43 | Střely      | 18          |  |

### Skupina B

#### Tabulka
| Tým        | Z | V | VP | PP | P | GV | GI | +/- | B |
| ---------- | - | - | -- | -- | - | -- | -- | --- | - |
| 1. Česko   | 3 | 2 | 1  | 0  | 0 | 14 | 6  | +8  | 8 |
| 2. Finsko  | 3 | 2 | 0  | 1  | 0 | 11 | 6  | +5  | 7 |
| 3. USA     | 3 | 1 | 0  | 0  | 2 | 10 | 8  | +2  | 3 |
| 4. Německo | 3 | 0 | 0  | 0  | 3 | 4  | 19 | -15 | 0 |

#### Zápasy
| 31. července 2022 19:00 | Česko | 4:3 SN (1:0, 1:1, 1:2 - 0:0) | Finsko | Peavey Mart Centrium, Red Deer |  |

| Report | |                             | |  |
| Michael Hrabal | Michael Hrabal | Brankáři                    | Petteri Rimpinen |  |
| 2:36' Jakub Štancl (Jan Šprynar) 28:04' Adam Židlický (Dominik Petr) 59:28' Jakub Štancl (Martin Matějíček, Matteo Kočí) Adam Csabi Eduard Šalé Dominik Petr Jan Šprynar Jakub Štancl Eduard Šalé | 2:36' Jakub Štancl (Jan Šprynar) 28:04' Adam Židlický (Dominik Petr) 59:28' Jakub Štancl (Martin Matějíček, Matteo Kočí) Adam Csabi Eduard Šalé Dominik Petr Jan Šprynar Jakub Štancl Eduard Šalé | 1:0 2:0 2:1 2:2 2:3 3:3 4:3 | 36:38' Kasper Halttunen (Aron Kiviharju, Aatu Pohjalainen) 41:28' Kalle Kangas (Topias Hynninen) 50:29' Joona Saarelainen (Rasmus Kumpulainen, Niilopekka Muhonen) Joona Saarelainen Kasper Halttunen Aron Kiviharju Jesse Kiiskinen Emil Jarventie Aron Kiviharju |  |
| 8 min | 8 min | Tresty                      | 4 min |  |
| 22 | 22 | Střely                      | 36 |  |

| 31. července 2022 23:00 | USA | 8:1 (2:0, 3:1, 3:0) | Německo | Peavey Mart Centrium, Red Deer |  |

| Report | |                                     |                                    |  |
| Calvin Vachon | Calvin Vachon | Brankáři                            | Nico Pertuch Dean Doge             |  |
| 5:07' Will Whitelaw (bez asistence) 7:25' Carey Terrance (Quentin Musty, Tanner Adams) 20:38' Joe Connor (Will Whitelaw, Andrew Strathmann) 23:57' Joe Gramer (Charlie Kinsman, Griffin Erdman) 33:03' Will McDonough (bez asistence) 40:52' Andrew Strathmann (A.J. Lacroix) 47:53' Griffin Erdman (Joe Connor, Zack Sharp) 56:53' Will Whitelaw (Andrew Strathmann, A.J. Lacroix) | 5:07' Will Whitelaw (bez asistence) 7:25' Carey Terrance (Quentin Musty, Tanner Adams) 20:38' Joe Connor (Will Whitelaw, Andrew Strathmann) 23:57' Joe Gramer (Charlie Kinsman, Griffin Erdman) 33:03' Will McDonough (bez asistence) 40:52' Andrew Strathmann (A.J. Lacroix) 47:53' Griffin Erdman (Joe Connor, Zack Sharp) 56:53' Will Whitelaw (Andrew Strathmann, A.J. Lacroix) | 1:0 2:0 3:0 4:0 4:1 5:1 6:1 7:1 8:1 | 28:52' Linus Brandl (Kevin Bicker) |  |
| 8 min | 8 min | Tresty                              | 12 min                             |  |
| 49 | 49 | Střely                              | 15                                 |  |

| 1. srpna 2022 23:00 | Finsko | 4:1 (1:1, 2:0, 1:0) | USA | Peavey Mart Centrium, Red Deer |  |

| Report | |                     |                                                       |  |
| Eemil Vinni | Eemil Vinni | Brankáři            | Calvin Vachon                                         |  |
| 8:05' Emil Järventie (Arttu Alasiurua, Tuomas Uronen) 27:57' Maxim Eliseev (Tom Leppä) 35:44' Tuomas Uronen (Emil Järventie, Aron Kiviharju) 51:44' Tuomas Uronen (Emil Järventie, Kalle Kangas) | 8:05' Emil Järventie (Arttu Alasiurua, Tuomas Uronen) 27:57' Maxim Eliseev (Tom Leppä) 35:44' Tuomas Uronen (Emil Järventie, Aron Kiviharju) 51:44' Tuomas Uronen (Emil Järventie, Kalle Kangas) | 0:1 1:1 2:1 3:1 4:1 | 2:53' Quentin Musty (Lucas St. Louis, Gavin McCarthy) |  |
| 8 min | 8 min | Tresty              | 14 min                                                |  |
| 23 | 23 | Střely              | 31                                                    |  |

| 2. srpna 2022 3:00 | Německo | 2:7 (1:3, 0:4, 1:0) | Česko | Peavey Mart Centrium, Red Deer |  |

| Report                                                                                           |                                                                                                  |                                     | |  |
| Leon Willerscheid Dean Doge                                                                      | Leon Willerscheid Dean Doge                                                                      | Brankáři                            | Adam Dybal |  |
| 0:52' Timo Ruckdaschel (Lua Niehus, Linus Brandl) 40:15' Linus Brandl (Kevin Bicker, Lua Niehus) | 0:52' Timo Ruckdaschel (Lua Niehus, Linus Brandl) 40:15' Linus Brandl (Kevin Bicker, Lua Niehus) | 0:1 1:1 1:2 1:3 1:4 1:5 1:6 1:7 2:7 | 0:41' Eduard Šalé (Dominik Badinka, Matteo Kočí) 2:53' Dominik Petr (Josef Eichler) 10:05' Matteo Kočí (Jan Kučera, Adam Jecho) 23:37' Eduard Šalé (Matteo Kočí) 26:11' Eduard Šalé (Jakub Dvořák, Martin Matějíček) 38:09' Andrej Fábry (Eduard Šalé, Dominik Petr) 38:15' Adam Csabi (bez asistence) |  |
| 8 min                                                                                            | 8 min                                                                                            | Tresty                              | 8 min |  |
| 24                                                                                               | 24                                                                                               | Střely                              | 32 |  |

| 2. srpna 2022 23:00 | Finsko | 4:1 (2:0, 2:0, 0:1) | Německo | Peavey Mart Centrium, Red Deer |  |

| Report | |                     |                                    |  |
| Eemil Vinni | Eemil Vinni | Brankáři            | Dean Doge                          |  |
| 3:35' Rasmus Kumpulainen (Kasper Halttunen, Aron Kiviharju) 8:47' Emil Järventie (Jimi Junkkari, Aron Kiviharju) 28:10' Otso Ylitalo (Onni Lind, Tom Leppä) 32:22' Jesse Kiiskinen (Aron Kiviharju, Topias Hynninen) | 3:35' Rasmus Kumpulainen (Kasper Halttunen, Aron Kiviharju) 8:47' Emil Järventie (Jimi Junkkari, Aron Kiviharju) 28:10' Otso Ylitalo (Onni Lind, Tom Leppä) 32:22' Jesse Kiiskinen (Aron Kiviharju, Topias Hynninen) | 1:0 2:0 3:0 4:0 4:1 | 40:11' Kevin Bicker (Linus Brandl) |  |
| 6 min | 6 min | Tresty              | 8 min                              |  |
| 39 | 39 | Střely              | 16                                 |  |

| 3. srpna 2022 19:00 | USA | 1:3 (0:0, 0:1, 1:2) | Česko | Peavey Mart Centrium, Red Deer |  |

| Report                                              |                                                     |                 | |  |
| Hampton Slukynsky                                   | Hampton Slukynsky                                   | Brankáři        | Michael Hrabal                                                                                      |  |
| 45:05' Tanner Adams (Quentin Musty, Carey Terrance) | 45:05' Tanner Adams (Quentin Musty, Carey Terrance) | 0:1 0:2 1:2 1:3 | 21:57' Jan Kučera (Adam Csabi) 44:07' Jan Šprynar (Eduard Šalé) 54:40' Jakub Dvořák (bez asistence) |  |
| 10 min                                              | 10 min                                              | Tresty          | 10 min                                                                                              |  |
| 35                                                  | 35                                                  | Střely          | 20                                                                                                  |  |

## Play off

### Pavouk
|  | Semifinále | Semifinále | Semifinále |  |  | Finále      | Finále      | Finále      |
|  |            |            |            |  |  |             |             |             |
|  | 1A         | Kanada     | 4          |  |  |             |             |             |
|  | 2B         | Finsko     | 1          |  |  |             |             |             |
|  |            |            |            |  |  | VSF1        | Kanada      | 4           |
|  |            |            |            |  |  | VSF2        | Švédsko     | 1           |
|  | 1B         | Česko      | 2          |  |  |             |             |             |
|  | 2A         | Švédsko    | 6          |  |  | Třetí místo | Třetí místo | Třetí místo |
|  |            |            |            |  |  | PSF1        | Finsko      | 3           |
|  |            |            |            |  |  | PSF2        | Česko       | 1           |

### Zápasy

#### Semifinále
| 6. srpna 2022 1:00 | Kanada | 4:1 (1:0, 1:0, 2:1) | Finsko | Peavey Mart Centrium, Red Deer |  |

| Report | |                     |                                                           |  |
| Scott Ratzlaff | Scott Ratzlaff | Brankáři            | Eemil Vinni                                               |  |
| 19:43' Ethan Gauthier (Caden Price, Cameron Allen) 28:54' Calum Ritchie (Carson Rehkopf, Saige Weinstein) 49:29' Matthew Wood (bez asistence) 49:48' Denver Barkey (Andrew Cristall, Tanner Howe) | 19:43' Ethan Gauthier (Caden Price, Cameron Allen) 28:54' Calum Ritchie (Carson Rehkopf, Saige Weinstein) 49:29' Matthew Wood (bez asistence) 49:48' Denver Barkey (Andrew Cristall, Tanner Howe) | 1:0 2:0 3:0 4:0 4:1 | 59:42' Arttu Alasiurua (Jesse Kiiskinen, Topias Hynninen) |  |
| 8 min | 8 min | Tresty              | 4 min                                                     |  |
| 27 | 27 | Střely              | 24                                                        |  |

| 6. srpna 2022 4:30 | Česko | 2:6 (0:1, 1:2, 1:3) | Švédsko | Peavey Mart Centrium, Red Deer |  |

| Report                                                                                            |                                                                                                   |                                 | |  |
| Michael Hrabal                                                                                    | Michael Hrabal                                                                                    | Brankáři                        | Noah Erliden |  |
| 1:46' Noel Nordh (Otto Stenberg, Theo Lindstein) 1:46' Noel Nordh (Otto Stenberg, Theo Lindstein) | 1:46' Noel Nordh (Otto Stenberg, Theo Lindstein) 1:46' Noel Nordh (Otto Stenberg, Theo Lindstein) | 0:1 0:2 1:2 1:3 2:3 2:4 2:5 2:6 | 17:51' Zeb Forsfjäll (Axel Sandin-Pellikka, Theo Lindstein) 23:26' Noel Nordh (Gustaf Kangas, Axel Sandin-Pellikka) 38:46' Noah Dower Nilsson (David Edstrom, Jacob Sagadin) 56:44' Otto Stenberg (Arvid Bergström, Tom Willander) 59:05' Wille Johansson (bez asistence) 59:55' Otto Stenberg (David Edstrom) |  |
| 6 min                                                                                             | 6 min                                                                                             | Tresty                          | 10 min |  |
| 30                                                                                                | 30                                                                                                | Střely                          | 39 |  |

#### O 3. místo
| 6. srpna 2022 20:00 | Finsko | 3:1 (1:1, 1:0, 1:0) | Česko | Peavey Mart Centrium, Red Deer |  |

| Report | |                 |                                                 |  |
| Eemil Vinni | Eemil Vinni | Brankáři        | Michael Hrabal                                  |  |
| 15:17' Aron Kiviharju (Jesse Nurmi, Jesse Kiiskinen) 26:31' Arttu Alasiurua (Kasper Halttunen, Emil Järventie) 59:18' Jesse Kiiskinen (Tuomas Uronen) | 15:17' Aron Kiviharju (Jesse Nurmi, Jesse Kiiskinen) 26:31' Arttu Alasiurua (Kasper Halttunen, Emil Järventie) 59:18' Jesse Kiiskinen (Tuomas Uronen) | 1:0 1:1 2:1 3:1 | 19:35' Eduard Šalé (Dominik Petr, Jakub Štancl) |  |
| 2 min | 2 min | Tresty          | 2 min                                           |  |
| 25 | 25 | Střely          | 22                                              |  |

#### Finále
| 7. srpna 2022 0:00 | Kanada | 4:1 (2:1, 1:0, 1:0) | Švédsko | Peavey Mart Centrium, Red Deer |  |

| Report | |                     |                                        |  |
| Scott Ratzlaff | Scott Ratzlaff | Brankáři            | Noah Erliden                           |  |
| 5:49' Tanner Howe (Colby Barlow) 14:15' Ethan Gauthier (Riley Heidt, Cameron Allen) 25:54' Calum Ritchie (Riley Heidt) 55:56' Brayden Yager (Zachary Benson) | 5:49' Tanner Howe (Colby Barlow) 14:15' Ethan Gauthier (Riley Heidt, Cameron Allen) 25:54' Calum Ritchie (Riley Heidt) 55:56' Brayden Yager (Zachary Benson) | 1:0 1:1 2:1 3:1 4:1 | 11:57' Hugo Pettersson (Edvin Nilsson) |  |
| 8 min | 8 min | Tresty              | 8 min                                  |  |
| 36 | 36 | Střely              | 26                                     |  |

## O umístění

### Zápasy

#### O 5. místo
| 5. srpna 2022 21:30 | USA | 4:2 (2:1, 1:0, 1:1) | Slovensko | Peavey Mart Centrium, Red Deer |  |

| Report | |                         |                                                                                      |  |
| Hampton Slukynsky | Hampton Slukynsky | Brankáři                | Samuel Urban                                                                         |  |
| 15:56' Joe Connor (Joe Gramer, Griffin Erdman) 18:46' Andrew Strathmann (A.J. Lacroix, Will Whitelaw) 23:39' Tanner Adams (Lucas St. Louis, Quentin Musty) 42:09' Zack Sharp (Quentin Musty, Carey Terrance) | 15:56' Joe Connor (Joe Gramer, Griffin Erdman) 18:46' Andrew Strathmann (A.J. Lacroix, Will Whitelaw) 23:39' Tanner Adams (Lucas St. Louis, Quentin Musty) 42:09' Zack Sharp (Quentin Musty, Carey Terrance) | 0:1 1:1 2:1 3:1 4:1 4:2 | 5:00' Leo Eperješi (Ondrej Maruna, Kamil Rohal) 45:44' Juraj Pekarčík (Milan Pišoja) |  |
| 12 min | 12 min | Tresty                  | 14 min                                                                               |  |
| 36 | 36 | Střely                  | 35                                                                                   |  |

#### O 7. místo
| 5. srpna 2022 18:00 | Švýcarsko | 4:1 (2:0, 1:0, 1:1) | Německo | Peavey Mart Centrium, Red Deer |  |

| Report | |                     |                                                |  |
| Diego Simeoni | Diego Simeoni | Brankáři            | Nico Pertuch Dean Doge                         |  |
| 15:47' Léo Braillard (Simon Meier, Gioele Pedrazzini) 17:54' Léo Braillard (bez asistence) 36:58' Zachary Etique (Tim Horak, Janis Embacher) 58:16' Kevin Zürcher (Yanik Lichtensteiger) | 15:47' Léo Braillard (Simon Meier, Gioele Pedrazzini) 17:54' Léo Braillard (bez asistence) 36:58' Zachary Etique (Tim Horak, Janis Embacher) 58:16' Kevin Zürcher (Yanik Lichtensteiger) | 1:0 2:0 3:0 3:1 4:1 | 43:06' Linus Brandl (Paul Mayer, Kevin Bicker) |  |
| 4 min | 4 min | Tresty              | 8 min                                          |  |
| 38 | 38 | Střely              | 23                                             |  |

## Konečné pořadí
| Pořadí           | Tým       |
| ---------------- | --------- |
| Zlatá medaile    | Kanada    |
| Stříbrná medaile | Švédsko   |
| Bronzová medaile | Finsko    |
| 4.               | Česko     |
| 5.               | USA       |
| 6.               | Slovensko |
| 7.               | Švýcarsko |
| 8.               | Německo   |